# Parafia Matki Bożej Wspomożenia Wiernych w Wierzawicach
Parafia Matki Bożej Wspomożenia Wiernych w Wierzawicach – parafia rzymskokatolicka, znajdująca się w archidiecezji przemyskiej, w dekanacie Leżajsk I. 

## Historia
W 1390 roku w trakcie lokacji wioski, uposażono parafię, która później została zlikwidowana. 
Następnie na początku XVII wieku, w Wierzawicach zbudowano kościół filialny pw. św. Marii Magdaleny, który został konsekrowany w 1611 roku. Kościół ten był obsługiwany przez bożogrobców z Leżajska, lecz później został zniszczony.
Pochodzący z Wierzawic, ks. Jan Keller przekazał rodzinny budynek, na utworzenie parafii. W 1967 roku do Wierzawic, został skierowany ks. Czesław Rzeszutek w celu organizacji parafii. W 1972 roku w budynku mieszkalnym została utworzona kaplica.
W 1972 roku dekretem bpa Ignacego Torarczuka została erygowana parafia, z wydzielonego terytorium parafii Leżajsk-Fara. W latach 1981–1984 pomimo trudności ze strony władz państwowych, zbudowano murowany kościół pw. Matki Bożej Wspomożenia Wiernych, według projektu arch. Przemysława Gawora i Małgorzatę Grabacką. W 1984 roku kościół został poświęcony został przez ks. Michała Kochmana. 30 września 1993 roku kościół został konsekrowany przez abpa Józefa Michalika.
Na terenie parafii jest 3 014 wiernych.
Proboszczowie parafii:
1973–2005. ks. kan. Czesław Rzeszutek.
2005– nadal ks. prał. Marek Kowalik.